# Szelenyia
Szelenyia is een geslacht van vliesvleugeligen uit de familie Trichogrammatidae. De wetenschappelijke naam van dit geslacht is voor het eerst geldig gepubliceerd in 1940 door Maksymilian Nowicki.

## Soorten
Het geslacht Szelenyia is monotypisch en omvat slechts de volgende soort:
- Szelenyia tamaricis Nowicki, 1940